# 勃利站
勃利站，位于中华人民共和国黑龙江省七台河市勃利县勃利镇，是图佳铁路、勃七铁路上的火车站，建于1935年，哈尔滨铁路局管辖。

## 車站周邊
- 勃利县社会救助管理局
- 城西小学
- 中国工商银行勃利城西储蓄所

## 歷史
- 建于1935年。

## 外部連結
- 中国铁路客户服务中心（页面存档备份，存于）